# 桂峯院
桂峯院（けいほういん、生没年不詳）は、戦国時代から安土桃山時代にかけての女性。丹羽長秀の正室。織田信長の庶兄・織田信広の娘で、信長の養女。

## 生涯
永禄6年（1563年）に叔父に当たる信長の養女となり、丹羽長秀と結婚した。元亀2年（1571年）4月に嫡男の鍋丸（後の丹羽長重）を生んでいる（『丹羽家譜』）。なお、長重正室の報恩院は信長の実子で桂峯院の従妹にあたる。他に稲葉典通の正室となった娘もいるが、この娘は桂峯院の所生ではないともされている。法名は桂峯院殿（『丹羽歴代年譜』）。あるいは深光院（『系図纂要』）。